# Uruétaro, Guanajuato
Uruétaro är en ort i Mexiko.   Den ligger i kommunen Salamanca och delstaten Guanajuato, i den centrala delen av landet, 250 km nordväst om huvudstaden Mexico City. Uruétaro ligger 1 719 meter över havet och antalet invånare är 831.
Terrängen runt Uruétaro är en högslätt. Runt Uruétaro är det ganska tätbefolkat, med 185 invånare per kvadratkilometer. Närmaste större samhälle är Salamanca, 6,2 km norr om Uruétaro. Trakten runt Uruétaro består till största delen av jordbruksmark.